# Vigor Lamezia Calcio 2014-2015
Questa voce raccoglie le informazioni riguardanti la Vigor Lamezia Calcio nelle competizioni ufficiali della stagione 2014-2015.

## Organigramma societario
Organigramma societario tratto dal sito della squadra.
Area direttiva
- Presidente: Claudio Arpaia
- Vicepresidente: Franco Perri, Gianni Torcasio e Giancarlo Butera
- Amministratore delegato: Lucio Cirifalco
- Consiglieri: Enzo Augello e Antonio Gaetano

Area tecnica
- Allenatore: Alessandro Erra
- Allenatore in seconda: Giuseppe Saladino
- Direttore sportivo: Fabrizio Maglia
- Team manager: Antonio Mercuri
- Responsabile della gestione sportiva: Francesco Maglia

Area sanitaria
- Medico sociale: dott. Ippolito Bonofiglio
- Riabilitatore: prof. Aldo Mercuri
- Massaggiatore: Fabio Bianco

## Rosa
Rosa tratta dal sito ufficiale della società
| N. |                    | Ruolo | Calciatore                 |
| -- | ------------------ | ----- | -------------------------- |
|    | Italia (bandiera)  | P     | Alessandro Piacenti        |
|    | Italia (bandiera)  | P     | Antonio Mercuri            |
|    | Italia (bandiera)  | P     | Francesco Forte            |
|    | Italia (bandiera)  | D     | Filippo Gattari (capitano) |
|    | Italia (bandiera)  | D     | Fabrizio Di Bella          |
|    | Italia (bandiera)  | D     | Emanuele Malerba           |
|    | Italia (bandiera)  | D     | Paolino Mercurio           |
|    | Italia (bandiera)  | D     | Francesco Rapisarda        |
|    | Italia (bandiera)  | D     | Cristiano Spirito          |
|    | Italia (bandiera)  | D     | Liberato Filosa            |
|    | Croazia (bandiera) | D     | Petar Kostadinović         |
|    | Italia (bandiera)  | C     | Stefano Rossini            |
|    | Italia (bandiera)  | C     | Alessandro Pirelli         |

| N. |                   | Ruolo | Calciatore              |
| -- | ----------------- | ----- | ----------------------- |
|    | Italia (bandiera) | C     | Diego De Giorgi         |
|    | Italia (bandiera) | C     | Pietro Voltasio         |
|    | Italia (bandiera) | C     | Gabriele Puccio         |
|    | Italia (bandiera) | C     | Simone Battaglia        |
|    | Italia (bandiera) | C     | Antonio Maglia          |
|    | Italia (bandiera) | C     | Fabio Scarsella         |
|    | Italia (bandiera) | C     | Francesco Di Marco      |
|    | Italia (bandiera) | C     | Salvatore Papa          |
|    | Italia (bandiera) | A     | Giovanbattista Catalano |
|    | Italia (bandiera) | A     | Stefano Del Sante       |
|    | Italia (bandiera) | A     | Umberto Improta         |
|    | Italia (bandiera) | A     | Antonio Montella        |
|    | Italia (bandiera) | A     | Orlando Held            |

## Calciomercato

### Sessione estiva(dal 1/7 al 31/8)
| Acquisti | Acquisti            | Acquisti | Acquisti      |
| R.       | Nome                | da       | Modalità      |
| -------- | ------------------- | -------- | ------------- |
| P        | Alessandro Piacenti | Parma    | prestito      |
| P        | Antonio Rosti       | Torres   | fine prestito |
| D        | Fabrizio Di Bella   | Barletta | definitivo    |
| D        | Petar Kostadinovic  | Nocerina | definitivo    |
| D        | Francesco Di Marco  | Genoa    | prestito      |
| D        | Cristiano Spirito   | Parma    | prestito      |
| D        | Liberato Filosa     | Foggia   | definitivo    |
| C        | Simone Battaglia    | Roma     | prestito      |
| C        | Stefano Rossini     | Parma    | prestito      |
| C        | Gabriele Puccio     | Parma    | prestito      |
| C        | Antonio Maglia      | Parma    | prestito      |
| A        | Umberto Improta     | Aquila   | prestito      |
| A        | Antonio Montella    | Aprilia  | ?             |
| A        | Orlando Held        | Genoa    | prestito      |

| Cessioni | Cessioni              | Cessioni        | Cessioni      |
| R.       | Nome                  | a               | Modalità      |
| -------- | --------------------- | --------------- | ------------- |
| D        | Domenico Marchetti    | Torres          | definitivo    |
| D        | Gerardo Strumbo       |                 | svincolato    |
| C        | Paolo Carbonaro       | Aversa Normanna | definitivo    |
| C        | Benedetto Mangiapane  |                 | svincolato    |
| C        | Alessandro Ferrara    |                 | svincolato    |
| P        | Matteo Bibba          | Parma           | svincolato    |
| C        | Lucas Longoni         |                 | svincolato    |
| C        | Gianfranco Rondinelli |                 | svincolato    |
| C        | Domenico Zampaglione  | Nuova Gioiese   | definitivo    |
| C        | Matteo Meucci         |                 | svincolato    |
| C        | Diego De Giorgi       | Parma           | fine prestito |
| C        | Stefano Rossini       | Parma           | fine prestito |
| C        | Andrea D'Amico        | Aquila          | fine prestito |
| C        | Mariano Romano        | Fondi           | fine prestito |
| C        | Fabio Padulano        | Chievo          | fine prestito |
| A        | Umberto Improta       | Aquila          | fine prestito |
| A        | Gianpiero Tozzi       | Parma           | fine prestito |

### Sessione invernale(dal 5/1 al 2/2)
| Acquisti | Acquisti        | Acquisti        | Acquisti   |
| R.       | Nome            | da              | Modalità   |
| -------- | --------------- | --------------- | ---------- |
| P        | Francesco Forte | Carpi           | prestito   |
| C        | Salvatore Papa  | Aversa Normanna | definitivo |

| Cessioni | Cessioni         | Cessioni  | Cessioni   |
| R.       | Nome             | a         | Modalità   |
| -------- | ---------------- | --------- | ---------- |
| P        | Antonio Rosti    | Arezzo    | prestito   |
| D        | Antonio Torcasio | Sambiase  | prestito   |
| C        | Domenico Giampà  | Catanzaro | definitivo |

## Risultati

### Precampionato
| Lorica 27 luglio 2014 Amichevole                                                                   | Vigor Lamezia | 11 – 0 referto | Minieri King Elettrica |  |
| \| \| \| \| \| Del Sante Scarsella Improta Tropea Catalano Giampà Held Voltasio \| Marcatori \| \| |               |                |                        |  |
| |               |                |                        |  |
| Del Sante Scarsella Improta Tropea Catalano Giampà Held Voltasio                                   | Marcatori     |                |                        |  |

| 30 luglio 2014 Amichevole                                      | Vigor Lamezia | 2 – 1 referto | FC Francavilla |  |
| \| \| \| \| \| Scarsella Montella \| Marcatori \| Gasparini \| |               |               |                |  |
|                                                                |               |               |                |  |
| Scarsella Montella                                             | Marcatori     | Gasparini     |                |  |

| Arbitro: | La Penna (Roma 1) |

|           |           |                     |
| Suciu 40’ | Marcatori | 78’ (rig.) Catalano |

### Lega Pro - Girone C

#### Girone di andata
| Arbitro: | Fourneau (Roma) |

|                    |           |               |
| De Vena 48’ (rig.) | Marcatori | 20’ Del Sante |

| Arbitro: | Strippoli (Bari) |

|                                         |           |               |
| Montella 6’ Scarsella 37’ Del Sante 56’ | Marcatori | 15’ Di Piazza |

| Ischia 13 settembre 2014, ore 14:30 CEST 3ª giornata | Ischia Isolaverde | 0 – 0 referto | Vigor Lamezia | Stadio Enzo Mazzella (1151 spett.)\| Arbitro: \| Capilungo (Lecce) \| |
| Arbitro:                                             | Capilungo (Lecce) |               |               |                                                                       |

| Arbitro: | Caso (Verona) |

|  |           |           |
|  | Marcatori | 85’ Calil |

| Arbitro: | Boggi (Salerno) |

|              |           |                |
| Caturano 87’ | Marcatori | 7’ 31’ Improta |

| Arbitro: | Ranaldi (Tivoli) |

|               |           |               |
| Scarsella 80’ | Marcatori | 89’ Gigliotti |

| Arbitro: | Viotti (Tivoli) |

|             |           |                             |
| Carretta 3’ | Marcatori | 32’ Del Sante 57’ Scarsella |

| Arbitro: | Illuzzi (Molfetta) |

|                           |           |            |
| Montella 75’ Voltasio 91’ | Marcatori | 32’ Kamara |

| Arbitro: | Mainardi (Bergamo) |

|                   |           |  |
| Corona 32’ (rig.) | Marcatori |  |

| Arbitro: | Guccini (Albano Laziale) |

|                                                 |           |  |
| Montella 31’ Del Sante 74’ Crescenzi 83’ (aut.) | Marcatori |  |

| Arbitro: | Rapuano (Rimini) |

|                      |           |               |
| Eusepi 70’ Agyei 88’ | Marcatori | 87’ Del Sante |

| Arbitro: | Giovani (Grosseto) |

|            |           |  |
| Puccio 30’ | Marcatori |  |

| Arbitro: | Dei Giudici (Latina) |

|                                  |           |  |
| Fornito 7’ Caccetta 50’ Cori 52’ | Marcatori |  |

| Arbitro: | Di Ruberto (Nocera Inferiore) |

|                                    |           |                                |
| Del Sante 45+1’ Improta 86’ (rig.) | Marcatori | 3’ Tajarol 81’ (rig.) Testardi |

| Arbitro: | Massimi (Termoli) |

|             |           |  |
| Herrera 40’ | Marcatori |  |

| Arbitro: | Balice (Termoli) |

|  |           |                             |
|  | Marcatori | 20’ (aut.) Gattari 49’ Fall |

| Arbitro: | Perotti (Legnano) |

|                                  |           |  |
| Bianco 16’ Mancino 20’ Cunzi 49’ | Marcatori |  |

| Arbitro: | Di Martino (Teramo) |

|               |           |             |
| Scarsella 79’ | Marcatori | 41’ Bombagi |

| Arbitro: | Melidoni (Frattamaggiore) |

|                                        |           |                                   |
| Miccoli 39’ Lepore 62’ Moscardelli 67’ | Marcatori | 2’ Del Sante 66’ Malerba 88’ Held |

#### Girone di ritorno
| Arbitro: | Capone (Palermo) |

|               |           |          |
| Scarsella 49’ | Marcatori | 26’Capua |

| Arbitro: | Giua (Pisa) |

|                         |           |          |
| Scarpa 75’ Cipriani 82’ | Marcatori | 56’ Held |

| Lamezia Terme 23 gennaio 2015, ore 19:30 CEST 22ª giornata | Vigor Lamezia    | 0 – 0 referto | Ischia Isolaverde | Stadio Guido D'Ippolito (1012 spett.)\| Arbitro: \| Fiore (Barletta) \| |
| Arbitro:                                                   | Fiore (Barletta) |               |                   |                                                                         |

| Arbitro: | Pagliardini (Arezzo) |

|                       |           |                          |
| Negro 79’ Colombo 87’ | Marcatori | 50’ Montella 73’ Improta |

| Arbitro: | Mantelli (Brescia) |

|              |           |  |
| Montella 54’ | Marcatori |  |

| Foggia 14 febbraio 2015, ore 16:00 CEST 25ª giornata | Foggia             | 0 – 0 referto | Vigor Lamezia | Stadio Pino Zaccheria (2590 spett.)\| Arbitro: \| Colarossi (Roma 2) \| |
| Arbitro:                                             | Colarossi (Roma 2) |               |               |                                                                         |

| Arbitro: | Formato (Benevento) |

|              |           |         |
| Montella 11’ | Marcatori | 8’ Pepe |

| Arbitro: | Paolini (Ascoli Piceno) |

|              |           |              |
| Razzitti 25’ | Marcatori | 69’ Montella |

| Arbitro: | Giovani (Grosseto) |

|                           |           |             |
| Scarsella 53’ Improta 64’ | Marcatori | 13’ Orlando |

| Arbitro: | Illuzzi (Barletta) |

|  |           |                            |
|  | Marcatori | 10’ Montella 22’ Del Sante |

| Arbitro: | Lanza (Nichelino) |

|  |           |            |
|  | Marcatori | 43’ Eusepi |

| Matera 21 marzo 2015, ore 15:00 CEST 31ª giornata | Matera           | 0 – 0 referto | Vigor Lamezia | Stadio XXI Settembre-Franco Salerno (3000 spett.)\| Arbitro: \| D'Apice (Arezzo) \| |
| Arbitro:                                          | D'Apice (Arezzo) |               |               |                                                                                     |

| Arbitro: | Ranaldi (Tivoli) |

|  |           |               |
|  | Marcatori | 86’ Calderini |

| Aprilia 2 aprile 2015, ore 14:30 CEST 33ª giornata | Lupa Roma      | 0 – 0 referto | Vigor Lamezia | Stadio Quinto Ricci (500 spett.)\| Arbitro: \| Bertani (Pisa) \| |
| Arbitro:                                           | Bertani (Pisa) |               |               |                                                                  |

| Arbitro: | Vito Mastrodonato (Molfetta) |

|              |           |          |
| Filosa 90+4’ | Marcatori | 54’ Deli |

| Arbitro: | Capraro (Cassino) |

|                                     |           |                                          |
| Danti 18’ De Rose 25’ Turchetta 87’ | Marcatori | 35’ Del Sante 41’ Montella 84’ Scarsella |

| Arbitro: | Guarino (Caltanissetta) |

|               |           |                        |
| Scarsella 74’ | Marcatori | 7’ Agodirin 90’ Marano |

| Arbitro: | Colarossi (Roma) |

|                                               |           |                           |
| Bombagi 30’ Ripa 56’ Nicastro 90’ Gomez 90+4’ | Marcatori | 52’ Di Bella 88’ Montella |

| Arbitro: | Pagliardini (Arezzo) |

|                    |           |                              |
| Scarsella 14’, 54’ | Marcatori | 7’ Abruzzese 72’ Moscardelli |

### Coppa Italia Lega Pro

#### Fase eliminatoria a gironi
| Arbitro: | Capraro (Cassino) |

|                                  |           |            |
| Madonia 1’ Letizia 40’ Cuffa 70’ | Marcatori | 62’ Puccio |

| Arbitro: | Mantelli (Brescia) |

|                                           |           |                   |
| Del Sante 62’ (rig.) Improta 90+4’ (rig.) | Marcatori | 33’, 80’ Carretta |

## Statistiche
Statistiche aggiornate al 9 maggio 2015.

### Statistiche di squadra
| Competizione          | Punti | In casa | In casa | In casa | In casa | In casa | In casa | In trasferta | In trasferta | In trasferta | In trasferta | In trasferta | In trasferta | Totale | Totale | Totale | Totale | Totale | Totale | D.R |     |
| Competizione          | Punti | G       | V       | N       | P       | Gf      | Gs      | G            | V            | N            | P            | Gf           | Gs           | G      | V      | N      | P      | Gf     | Gs     | D.R |     |
| --------------------- | ----- | ------- | ------- | ------- | ------- | ------- | ------- | ------------ | ------------ | ------------ | ------------ | ------------ | ------------ | ------ | ------ | ------ | ------ | ------ | ------ | --- | --- |
| Lega Pro - Girone C   | 44    | 19      | 6       | 8       | 5       | 23      | 19      | 19           | 3            | 9            | 7            | 20           | 29           | 38     | 9      | 17     | 12     | 43     | 48     | -32 |     |
| Coppa Italia Lega Pro | -     | 1       | 1       | 0       | 1       | 0       | 2       | 2            | 2            | 0            | 1            | 1            | 3            | 5      | 3      | 0      | 1      | 1      | 3      | 5   | -3  |
| Totale                | -     | 45      | 20      | 6       | 9       | 5       | 25      | 21           | 21           | 3            | 10           | 8            | 23           | 34     | 41     | 9      | 18     | 13     | 46     | 53  | -35 |

### Andamento in campionato
| Giornata  | 1  | 2 | 3 | 4 | 5 | 6 | 7 | 8 | 9 | 10 | 11 | 12 | 13 | 14 | 15 | 16 | 17 | 18 | 19 | 20 | 21 | 22 | 23 | 24 | 25 | 26 | 27 | 28 | 29 | 30 | 31 | 32 | 33 | 34 | 35 | 36 | 37 | 38 |
| --------- | -- | - | - | - | - | - | - | - | - | -- | -- | -- | -- | -- | -- | -- | -- | -- | -- | -- | -- | -- | -- | -- | -- | -- | -- | -- | -- | -- | -- | -- | -- | -- | -- | -- | -- | -- |
| Luogo     | T  | C | T | C | T | C | T | C | T | C  | T  | C  | T  | C  | T  | C  | T  | C  | T  | C  | T  | C  | T  | C  | T  | C  | T  | C  | T  | C  | T  | C  | T  | C  | T  | C  | T  | C  |
| Risultato | N  | V | N | P | V | N | V | V | P | V  | P  | V  | P  | N  | P  | P  | P  | N  | N  | N  | P  | N  | N  | V  | N  | N  | N  | V  | V  | P  | N  | P  | N  | N  | N  | P  | P  | N  |
| Posizione | 10 | 2 | 6 | 9 | 6 | 9 | 8 | 4 | 8 | 5  | 8  | 5  | 8  | 9  | 9  | 9  | 10 | 10 | 11 | 11 | 11 | 11 | 11 | 10 | 10 | 10 | 10 | 10 | 9  | 10 | 10 | 11 | 11 | 11 | 10 | 11 | 11 | 11 |

Fonte:  Lega Pro Girone C 2014/2015, su calcio.com.
Legenda:

Luogo: C = Casa; T = Trasferta. Risultato: V = Vittoria; N = Pareggio; P = Sconfitta.

### Statistiche dei giocatori
In corsivo i giocatori trasferiti altrove durante il mercato invernale.
| Giocatore          | Lega Pro - Girone C | Lega Pro - Girone C | Lega Pro - Girone C | Lega Pro - Girone C | Coppa Italia Lega Pro | Coppa Italia Lega Pro | Coppa Italia Lega Pro | Coppa Italia Lega Pro | Totale   | Totale | Totale      | Totale     |
| Giocatore          | Presenze            | Reti                | Ammonizioni         | Espulsioni          | Presenze              | Reti                  | Ammonizioni           | Espulsioni            | Presenze | Reti   | Ammonizioni | Espulsioni |
| ------------------ | ------------------- | ------------------- | ------------------- | ------------------- | --------------------- | --------------------- | --------------------- | --------------------- | -------- | ------ | ----------- | ---------- |
| S. Battaglia       | 24                  | 0                   | 2                   | 0                   | 2                     | 0                     | 0                     | 0                     | 26       | 0      | 2           | 0          |
| G. Catalano        | 23                  | 0                   | 2                   | 0                   | 2                     | 0                     | 0                     | 0                     | 25       | 0      | 2           | 0          |
| D. De Giorgi       | 7                   | 0                   | 0                   | 0                   | -                     | -                     | -                     | -                     | 7        | 0      | 0           | 0          |
| S. Del Sante       | 31                  | 10                  | 11                  | 0                   | 2                     | 1                     | 0                     | 0                     | 33       | 11     | 11          | 0          |
| F. Di Bella        | 8                   | 1                   | 0                   | 0                   | 2                     | 0                     | 0                     | 0                     | 10       | 1      | 0           | 0          |
| F. Di Marco        | 6                   | 0                   | 0                   | 0                   | 1                     | 0                     | 0                     | 0                     | 7        | 0      | 0           | 0          |
| L. Filosa          | 19                  | 1                   | 4                   | 0                   | -                     | -                     | -                     | -                     | 19       | 1      | 4           | 0          |
| F. Forte           | 14                  | -17                 | 0                   | 0                   | -                     | -                     | -                     | -                     | 14       | -17    | 0           | 0          |
| F. Gattari         | 30                  | 0                   | 6                   | 2                   | 2                     | 0                     | 1                     | 0                     | 32       | 0      | 7           | 2          |
| D. Giampà          | 15                  | 0                   | 2                   | 0                   | 2                     | 0                     | 0                     | 0                     | 17       | 0      | 2           | 0          |
| O. Held            | 25                  | 2                   | 2                   | 0                   | 1                     | 0                     | 0                     | 0                     | 26       | 2      | 2           | 0          |
| U. Improta         | 32                  | 5                   | 3                   | 0                   | 1                     | 1                     | 0                     | 0                     | 33       | 6      | 3           | 0          |
| P. J. Kostadinović | 21                  | 0                   | 4                   | 0                   | -                     | -                     | -                     | -                     | 21       | 0      | 4           | 0          |
| A. Maglia          | 4                   | 0                   | 0                   | 0                   | -                     | -                     | -                     | -                     | 4        | 0      | 0           | 0          |
| E. Malerba         | 33                  | 1                   | 2                   | 1                   | 1                     | 0                     | 1                     | 0                     | 34       | 1      | 3           | 1          |
| P. Mercurio        | 1                   | 0                   | 0                   | 0                   | -                     | -                     | -                     | -                     | 1        | 0      | 0           | 0          |
| A. Montella        | 33                  | 9                   | 6                   | 0                   | 1                     | 0                     | 1                     | 0                     | 34       | 9      | 7           | 0          |
| S. Papa            | 12                  | 0                   | 0                   | 0                   | -                     | -                     | -                     | -                     | 12       | 0      | 0           | 0          |
| A. Piacenti        | 20                  | -25                 | 3                   | 0                   | -                     | -                     | -                     | -                     | 20       | -25    | 3           | 0          |
| A. Pirelli         | 1                   | 0                   | 0                   | 0                   | -                     | -                     | -                     | -                     | 1        | 0      | 0           | 0          |
| G. Puccio          | 28                  | 1                   | 9                   | 1                   | 2                     | 1                     | 1                     | 0                     | 30       | 2      | 10          | 1          |
| F. Rapisarda       | 32                  | 0                   | 2                   | 0                   | -                     | -                     | -                     | -                     | 32       | 0      | 2           | 0          |
| S. Rossini         | 5                   | 0                   | 0                   | 0                   | -                     | -                     | -                     | -                     | 5        | 0      | 0           | 0          |
| A. Rosti           | 4                   | -6                  | 0                   | 0                   | 2                     | -5                    | 0                     | 0                     | 6        | -11    | 0           | 0          |
| F. Scarsella       | 35                  | 10                  | 7                   | 1                   | 2                     | 0                     | 0                     | 0                     | 37       | 10     | 7           | 1          |
| C. Spirito         | 27                  | 0                   | 3                   | 1                   | 2                     | 0                     | 0                     | 0                     | 29       | 0      | 3           | 1          |
| A. Torcasio        | -                   | -                   | -                   | -                   | -                     | -                     | -                     | -                     | -        | -      | -           | -          |
| P. Voltasio        | 22                  | 1                   | 0                   | 0                   | 2                     | 0                     | 0                     | 0                     | 24       | 1      | 0           | 0          |

## Giovanili

### Organigramma
Dal sito ufficiale della società
- Allenatore Formazione Berretti: Antonio Gatto
- Allenatore Formazione Allievi Nazionali: Felice Gatto
- Allenatore Formazione Giovanissimi Nazionali: Alessandro Vinci

- Allenatore Formazione Allievi Regionali: Vincenzo De Ponto
- Allenatore Formazione Giovanissimi Regionali: Danilo Fanello
- Preparatore Atletico: Giuseppe Macrì

- Preparatore Portieri: Antonio Chirumbolo
- Responsabile Scouting: Giovanni Scardamaglia
- Segretario Organizzativo: Emilio Sereno